# Cabeço da Lança
O Cabeço da Lança é uma elevação portuguesa de origem vulcânica localizada no concelho das Lajes do Pico, ilha do Pico, arquipélago dos Açores.
Este acidente geológico tem o seu ponto mais elevado a 713 metros de altitude acima do nível do mar.